# 阿公當家
是一部2020年美國家庭喜劇片，改編自羅伯特·坎摩爾·史密斯的小說《我的房間保衛戰》（The War with Grandpa），由提姆·希爾執導，湯姆·J·阿斯特爾（Tom J. Astle）和克雷格·赫林（Craig Herring）編劇。劇情講述的是一個小男孩努力讓祖父與家人同住，以離開他的房間。主演包括勞勃·狄尼洛、鄔瑪·舒曼、羅伯·里戈爾、奧克斯·弗格雷、蘿拉·馬拉諾、切奇·马林、简·西摩及克里斯多夫·華肯。
該片2020年10月9日美國上映，收穫負評居多。

## 劇情
彼得原本與自己的外公艾德相當要好，直到他被迫搬離原本的房間供外公住，使自己住在陰森的小閣樓，這使彼得決心要搶回自己的房間。彼得和好友們共同精心策劃了一連串的詭計來惡整外公，但艾德也不會坐以待斃而是對他們的把戲見招拆招。

## 演員
- 勞勃·狄尼洛飾演艾德（Ed）
- 鄔瑪·舒曼飾演莎莉·德克爾（Sally Decker）
- 羅伯·里戈爾飾演亞瑟·德克爾（Arthur Decker）
- 奧克斯·弗格雷飾演彼得·德克爾（Peter Decker）
- 蘿拉·馬拉諾飾演咪亞·德克爾（Mia Decker）
- 切奇·马林飾演丹尼（Danny）
- 简·西摩飾演黛安（Diane）
- 克里斯多夫·華肯飾演傑瑞（Jerry）
- 費松·勒夫（英语：Faizon Love）[6]飾演商店經理

## 製作
主要拍攝2017年5月2日在喬治亞州亞特蘭大開始進行，為期六週。

## 發行
《阿公當家》最初定於2018年2月23日由温斯坦影业的次元影業在美國發行，後改於2018年4月21日；但由於主要拍攝位置的變化，後來又推遲至2018年10月20日。2018年3月，温斯坦影业不再持有該片的發行權，並由製片人以250萬美元的價格收回其版權。2020年6月，取得了該片的美國發行權，並將其設定為2020年9月18日發行；後來又延遲至10月9日。

## 反響

### 票房
在美國上映的首日，《阿公當家》在2250家影院中取得110萬美元的票房。該片以以360萬美元的票房登上首週票房冠軍，勝過了蟬連五週冠軍的《天能》。

### 評價
《阿公當家》所獲評價不佳，爛番茄根據119調專業評論，給予29%的好評度，平均分數4.4/10，共識評論寫道：「非常有趣，但更多是被誤導，《阿公當家》將給觀眾留下一些輕笑，還有很多關於這個才華橫溢的演員在想什麼的問題」。Metacritic則根據23條專業評論，獲得平均34分（滿分100分）的加權平均分數，代表「負面評價為主」。根據CinemaScore的調查，觀眾在A+至F的評分標準中，給予該片「B+」的平均分數。

## 外部連結
- 互联网电影数据库（IMDb）上《阿公當家》的资料（英文）
- AllMovie上《阿公當家》的资料（英文）
- 爛番茄上《阿公當家》的資料（英文）